# خافيير كورتينا
خافيير كورتينا هو مصارع رياضي كوبي، ولد في 12 أبريل 1987 في سانتياغو دي كوبا في كوبا.

## وصلات خارجية
- خافيير كورتينا على موقع قاعدة بيانات المصارعة الدولية (الإنجليزية)
- خافيير كورتينا على موقع أوليمبيديا (الإنجليزية)